# Rutland (condado de Worcester)
Rutland es un lugar designado por el censo ubicado en el condado de Worcester en el estado estadounidense de Massachusetts. En el Censo de 2010 tenía una población de 2.111 habitantes y una densidad poblacional de 255,35 personas por km².

## Geografía
Rutland se encuentra ubicado en las coordenadas 42°22′18″N 71°57′28″O / 42.37167, -71.95778. Según la Oficina del Censo de los Estados Unidos, Rutland tiene una superficie total de 8.27 km², de la cual 7.64 km² corresponden a tierra firme y (7.55%) 0.62 km² es agua.

## Demografía
Según el censo de 2010, había 2.111 personas residiendo en Rutland. La densidad de población era de 255,35 hab./km². De los 2.111 habitantes, Rutland estaba compuesto por el 96.68% blancos, el 0.99% eran afroamericanos, el 0.05% eran amerindios, el 0.62% eran asiáticos, el 0.05% eran isleños del Pacífico, el 0.14% eran de otras razas y el 1.47% pertenecían a dos o más razas. Del total de la población el 1.47% eran hispanos o latinos de cualquier raza.